# Незнанье
Незна́нье (бел. Нязнанне) — деревня в составе Козловичского сельсовета Глусского района Могилёвской области Республики Беларусь.

## Население
- 1999 год — 3 человека
- 2009 год — 2 человека